# Tristán

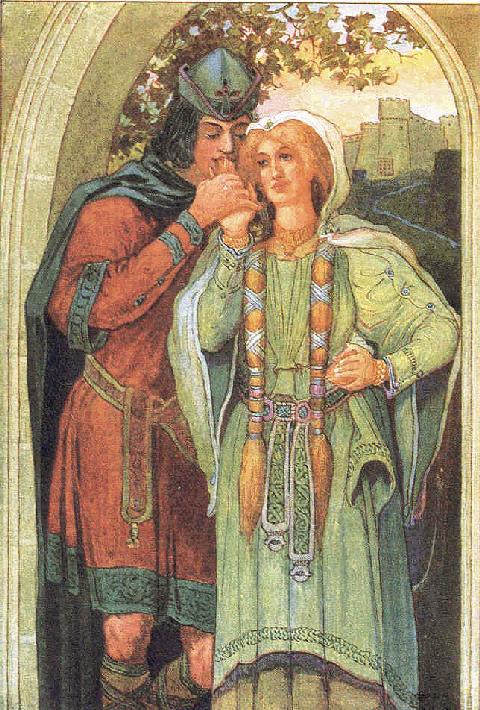
Tristán e Isolda, por Louis Rhead.

Tristán fue un héroe del folklore de Cornualles y uno de los caballeros de la Mesa Redonda, protagonista de una célebre leyenda medieval, la historia de Tristán e Isolda. Existen diferentes versiones incompletas de esta leyenda, cuya acción se sitúa en los países celtas en la época de las cruzadas, y narra las hazañas de un héroe que comete una grave traición contra su señor llevado por el amor que siente por la esposa que se llama Isolda.
Tristán era sobrino del rey Marco de Cornualles, ante el cual se comprometió a traer a la princesa irlandesa Isolda para que esta se desposase con el rey. Sin embargo, tras beber por accidente un filtro amoroso, ambos se enamoraron en el camino y Tristán traicionó a su señor, incapaz de resistir la pasión. Una opción es que Tristán sea una evolución del nombre Cristián, es decir, Cristiano.